# Lavoir (Jupille-sur-Meuse)
Het Lavoir (ook: Lavoir Charlemagne) van Jupille-sur-Meuse is een openbare wasplaats die in 1924 werd aangelegd in de toen gebouwde Cité des Cortils en daar het middelpunt van vormt, op het Place Gallo-Romaine.
Het is gebouwd naar het voorbeeld van de in Frankrijk vaak voorkomende inrichtingen op de plaats waar in 1916 een Gallo-Romeinse begraafplaats werd ontdekt op de hoek van de Rue Jean Hermesse en de Rue des Trixhes.
Het lavoir bestaat uit vier betonnen bakken, overdekt en voorzien van een portret van Karel de Grote, gebeeldhouwd door O. Berchmans.
Van 2009-2010 werd het lavoir gerestaureerd.